# Cistanthe rosea
Cistanthe rosea är en källörtsväxtart som först beskrevs av Sereno Watson, och fick sitt nu gällande namn av M.A. Hershkovitz. Cistanthe rosea ingår i släktet Cistanthe och familjen källörtsväxter. Inga underarter finns listade i Catalogue of Life.

## Bildgalleri

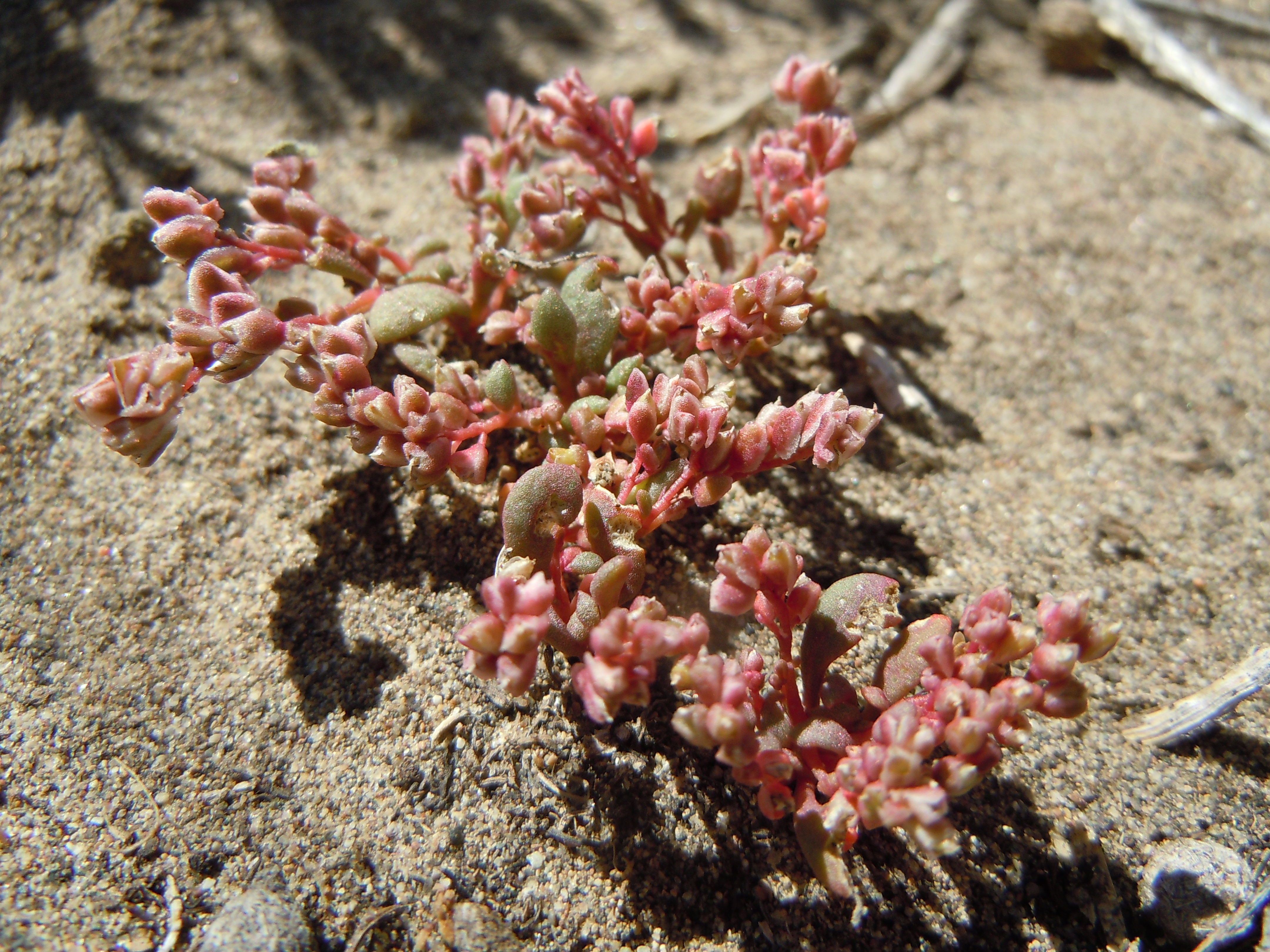
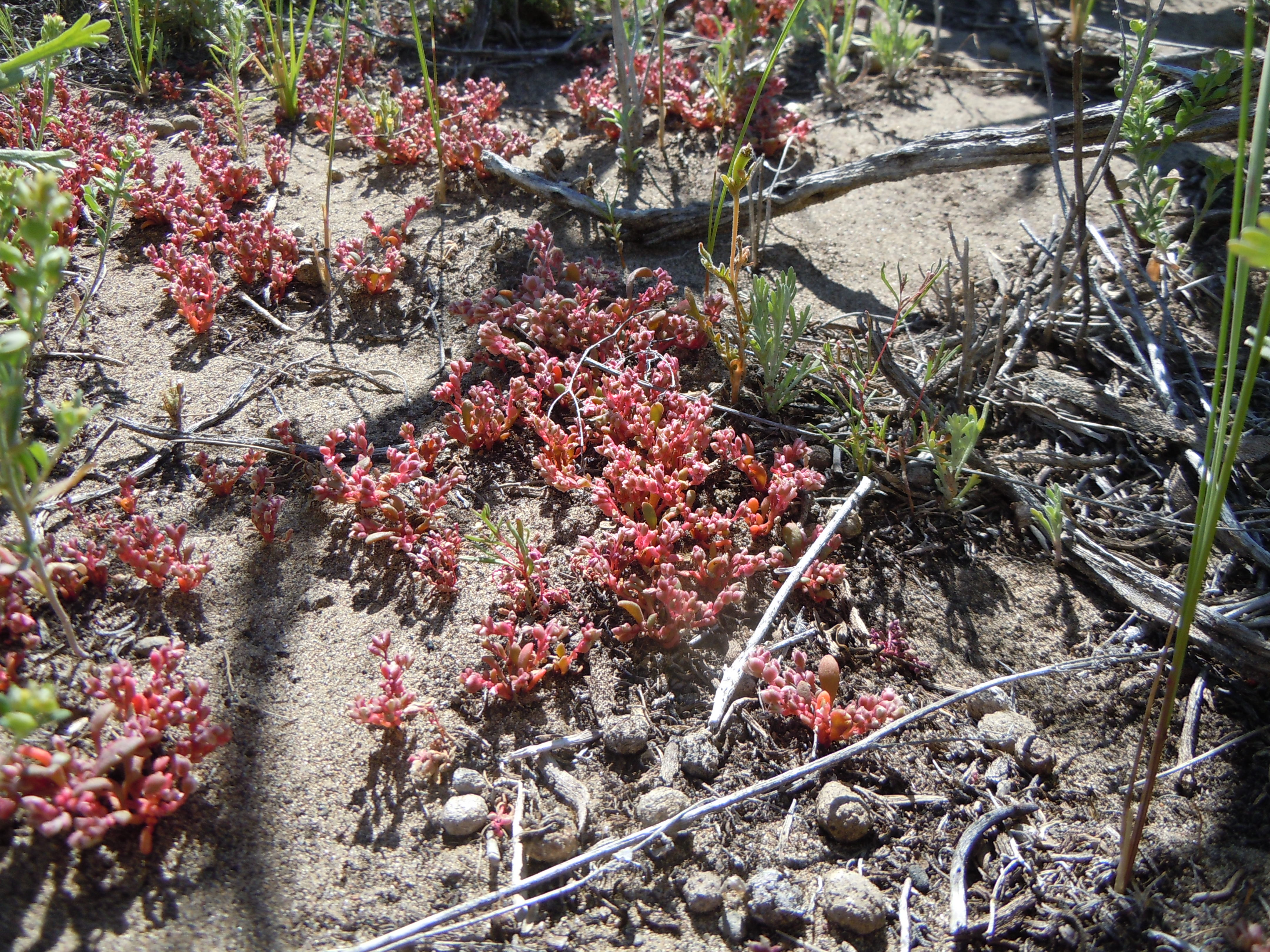
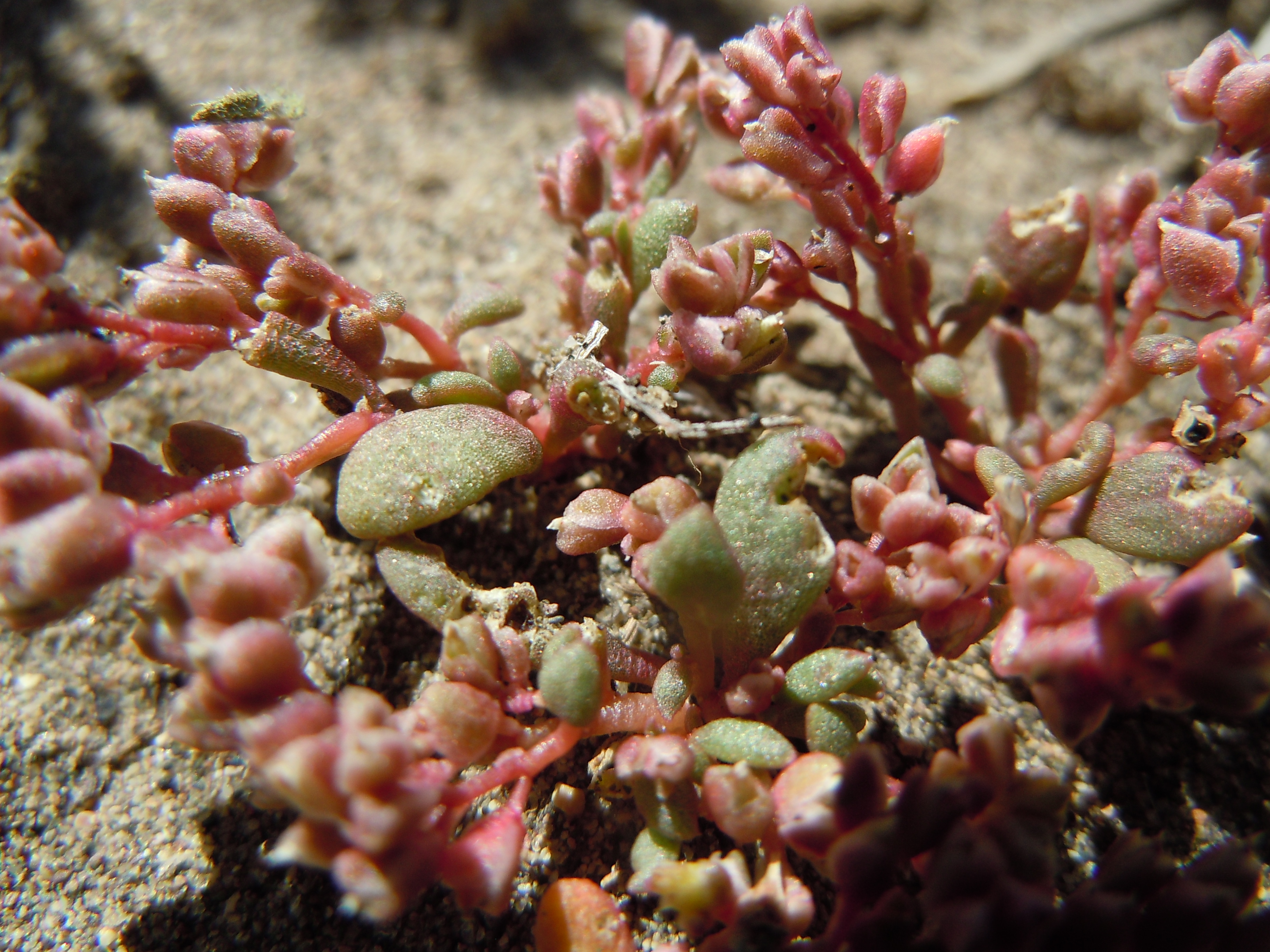
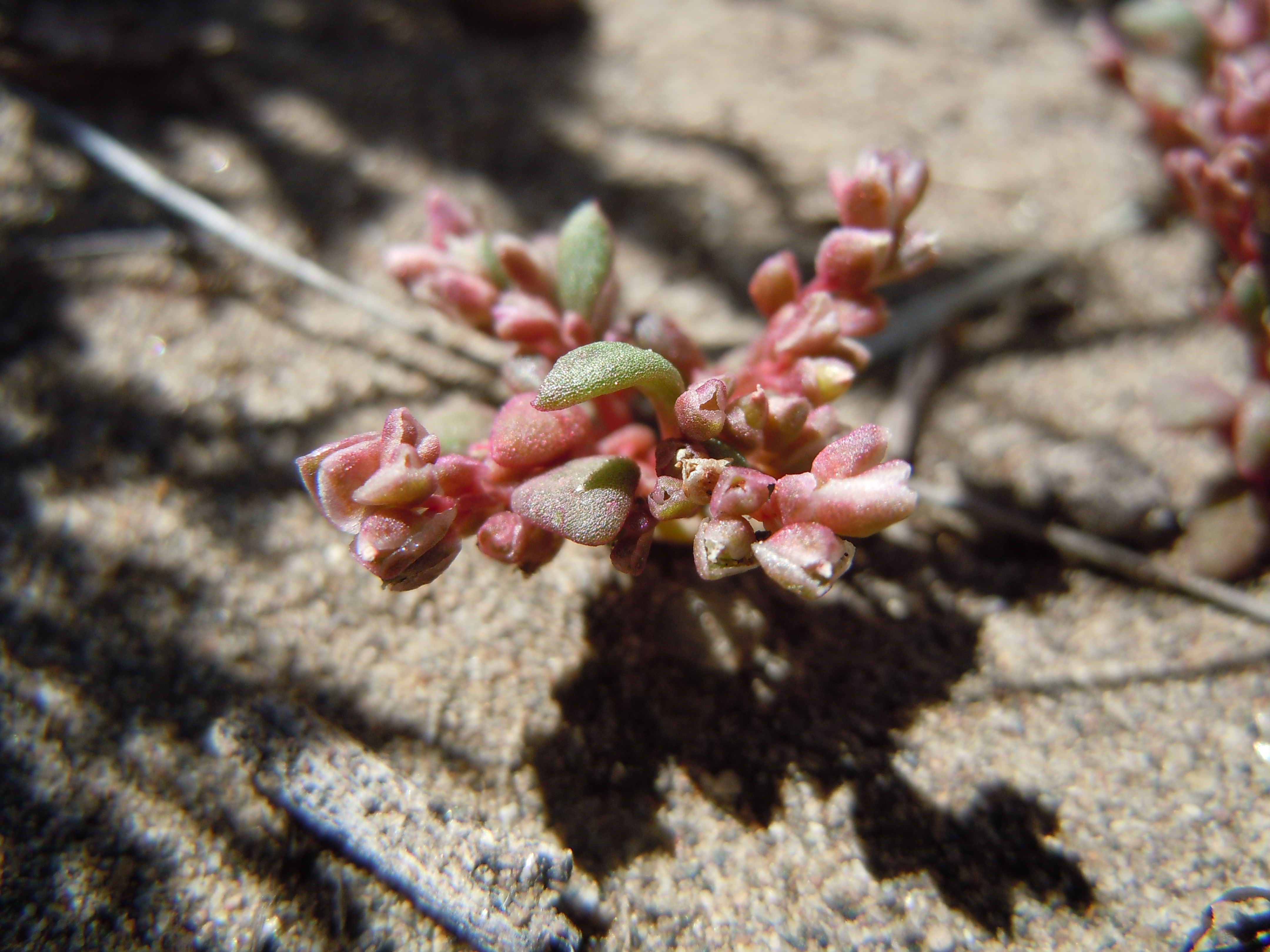
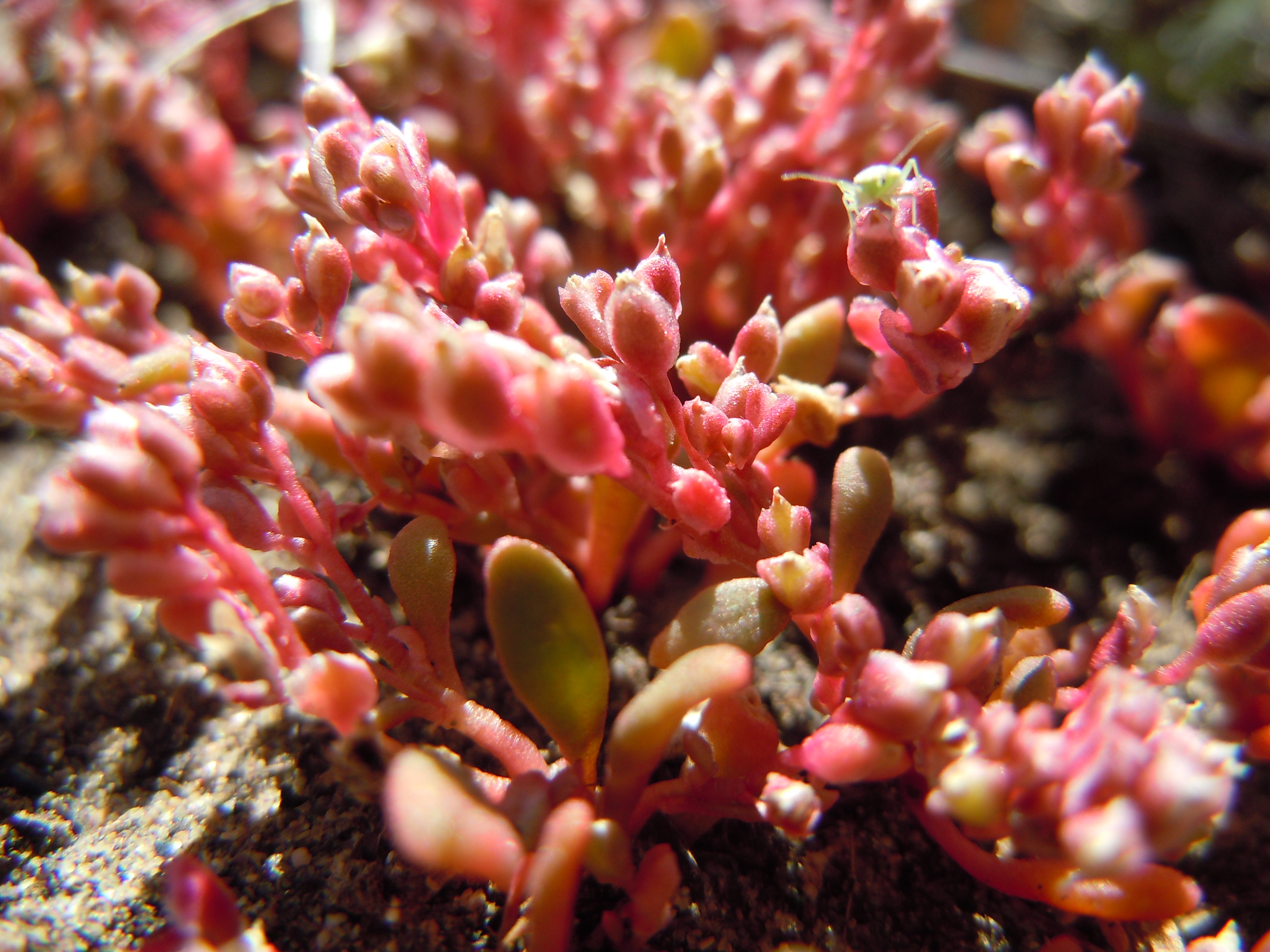
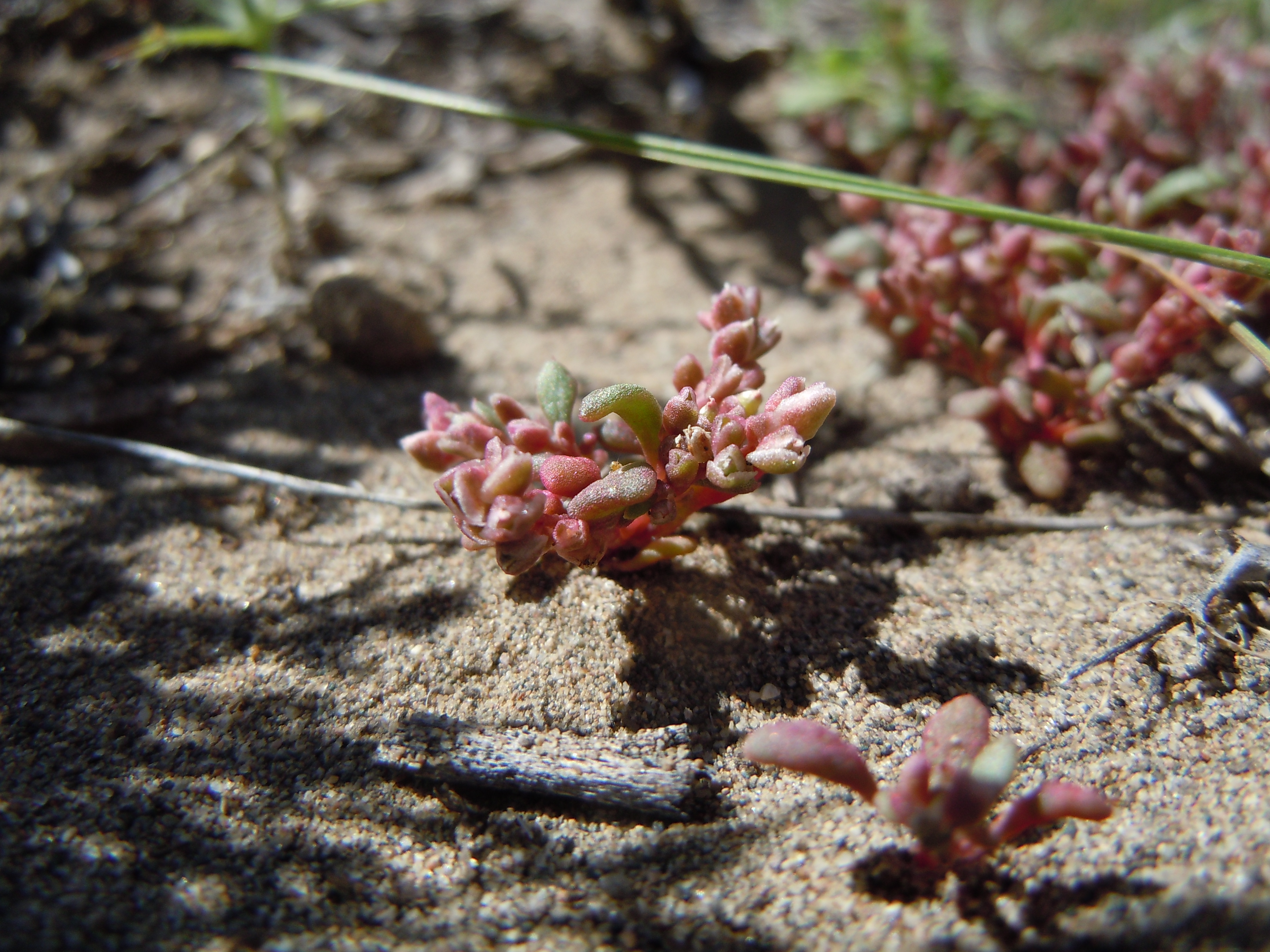